# Przebudzenie wiosny
Przebudzenie wiosny (ang. Spring Awakening) – musical rockowy będący adaptacją kontrowersyjnego dramatu Przebudzenie wiosny: tragedia dziecięca Franka Wedekinda z 1891 roku. Muzykę skomponował Duncan Sheik; a libretto napisał Steven Sater.
Akcja rozgrywa się w końcu XIX wieku w Niemczech. Porusza problemy nastolatków, odkrywających własną seksualność. Oryginalna sztuka wzbudziła wiele kontrowersji ze względu na przedstawiony w niej wizerunek masturbacji, aborcji, gwałtu, przemocy wobec dzieci i samobójstwa, i do roku 1906 była zakazana w Niemczech.
Światowa prapremiera musicalu na off-Broadwayu miała miejsce w Atlantic Theater Company 19 maja 2006 roku. Spektakl był tam grany do 17 sierpnia 2006. Następnie przeniesiony został na Broadway do Eugene O'Neill Theatre 10 grudnia 2006. W 2007 roku musical został nominowany do nagrody Tony w jedenastu kategoriach, wygrywając osiem statuetek, m.in. za najlepszy musical, choreografię, reżyserię, libretto i muzykę.
12 grudnia 2006 roku nakładem Decca Broadway została wydana płyta z muzyką ze spektaklu, która otrzymała nagrodę Grammy.
Pomimo pochlebnych recenzji, Przebudzenie wiosny zostało zdjęte z Broadwayu 18 stycznia 2009 roku.

## Bohaterowie
- Melchior – inteligentny, oczytany, przystojny chłopak o radykalnych poglądach, obiekt westchnień wielu dziewcząt
- Moritz – najlepszy przyjaciel Melchiora, którego prześladują sny o tematyce erotycznej nie pozwalające mu skupić się na nauce
- Wendla – przyjaciółka chłopców z dzieciństwa, która zakochuje się w Melchiorze.
- Ilse – przyjaciółka chłopców z dzieciństwa, która została wyrzucona z domu przez ojca, od tego czasu żyje w artystycznej bohemie
- Marta – przyjaciółka Wendli wykorzystywana seksualnie przez swojego ojca, podoba jej się Moritz
- Thea – najlepsza przyjaciółka Wendli; ukrywa swoje pragnienia aby zadowolić rodziców
- Anna – najlepsza przyjaciółka Marty.
- Otto – kolega ze szkoły odczuwający pociąg do swojej matki
- Hanschen – arogancki kolega chłopców z klasy, który uwodzi Ernsta
- Ernst – naiwny kolega chłopców
- Georg – chłopiec marzący o seksie ze swoją nauczycielką gry na fortepianie
- Fanny Gabor – matka Melchiora, wspierająca syna we wszystkim co postanowi, tolerancyjna i wyrozumiała
- Herr Stiefel – ojciec Mortiza, doprowadza do tragedii kiedy dowiaduje się o szkolnych kłopotach syna
- Nauczyciele
- Rodzice

## Obsada

### Original Broadway Cast
- Melchior – Jonathan Groff
- Wendla – Lea Michele
- Moritz – John Gallagher Jr.
- Ilse – Lauren Pritchard
- Martha – Lilli Cooper
- Thea – Remy Zaken
- Anna – Phoebe Strole
- Otto – Brian Charles Johnson
- Hanschen – Jonathan B. Wright
- Ernst – Gideon Glick
- Georg – Skylar Astin
- Adult Men – Stephen Spinella
- Adult Women – Christine Estabrook
- zespół – Gerard Canonico, Robert Hager, Jennifer Damiano, Krysta Rodriguez
- Swing – Frances Mercanti-Anthony, Rob Devaney

## Utwory
Akt I
- „Mama Who Bore Me” – Wendla
- „Mama Who Bore Me (Reprise)” – Wendla i dziewczęta
- „All That’s Known” – Melchior
- „The Bitch of Living” – Moritz, Melchior i chłopcy
- „My Junk”– zespół
- „Touch Me” – zespół
- „The Word of Your Body” – Wendla i Melchior
- „The Dark I Know Well” – Marta, Ilse i chłopcy
- „The Word of Your Body (Reprise #1)” – Otto i Georg (nie pojawiło się na CD)
- „And Then There Were None” – Moritz i chłopcy
- „The Mirror – Blue Night” – Melchior i chłopcy
- „I Believe” – zespół

Akt II
- „The Guilty Ones” – Wendla i Melchior, zespół
- „Don’t Do Sadness/Blue Wind” – Moritz i Ilse
- „Left Behind” – Melchior, zespół
- „Totally Fucked” – Melchior, zespół (prócz Moritza)
- „The Word of Your Body (Reprise #2)” – Hanschen i Ernst, zespół
- „Whispering” – Wendla (w niektórych produkcjach również Melchior, nie pojawił się na CD)
- „Those You’ve Known” – Moritz, Wendla i Melchior
- „The Song of Purple Summer” – Ilse, zespół

## Nagrody
Tony Awards
- Best Musical
- Best Book of a Musical (Steven Sater)
- Best Original Score Written for the Theatre (Duncan Sheik)
- Best Performance by a Featured Actor in a Musical (John Gallagher Jr.)
- Best Direction of a Musical (Michael Mayer)
- Best Choreography (Bill T. Jones)
- Best Orchestrations (Duncan Sheik)
- Best Lighting Design of a Musical (Kevin Adams)

Outer Critics Circle Awards
- Outstanding New Broadway Musical
- Outstanding New Score (Broadway or Off-Broadway)
- Outstanding Director of a Musical (Michael Mayer)

New York Drama Critics Circle Award
- Best Musical

2008 Grammy Awards
- Grammy Award for Best Musical Show Album

Drama Desk Awards
- Outstanding Musical
- Outstanding Director of a Musical (Michael Mayer)
- Outstanding Music (Duncan Sheik)
- Outstanding Lyrics (Steven Sater)

## Inne produkcje
W sierpniu 2008 roku rozpoczęła się amerykańska trasa musicalu która potrwać ma do lata 2010 roku. Oficjalna strona Spring Awakening (ang.)

Prapremiera europejska miała miejsce 30 sierpnia 2008, w Karlstad w Szwecji. Ostatni spektakl odbył się w marcu 2009.

Premiera londyńskiej produkcji odbyła się 23 stycznia 2009 w Lyric Hammersmith, następnie została ona przeniesiona do Novello Theatre 21 marca 2009 i zdjęta z afisza 30 maja 2009.

Węgierska produkcja non-replica miała premierę 7 lutego 2009 w Budapeszcie. Strona produkcji (węg.)

W lutym 2009 odbyła się premiera w Helsinkach w Finlandii. Strona produkcji (fiń.)

Druga szwedzka produkcja miała premierę 20 marca 2009 w Helsingborgu.

Na Malcie powstała wersja w angielskiej wersji językowej, jej premiera odbyła się 17 kwietnia 2009. Strona produkcji (ang.)

Premiera w Korei Południowej miała miejsce w 2009 roku w Doosan Art Center w Seulu, ostatni spektakl odbędzie się 10 stycznia 2010.Strona produkcji (kor.)

Wiedeńska premiera miała miejsce 21 marca 2009, przedstawienie zeszło z afisza 30 maja 2009. Została wydana płyta z nagraniem oficjalnej obsady austriackiej.

Japońska produkcja ruszyła 2 maja 2009 w Shiki Theatre w Tokio. Strona produkcji (jap.)

Brazylijska wersja non-replica miała premierę 21 sierpnia 2009 w Rio de Janeiro. Płyta z nagraniem oryginalnej brazylijskiej obsady ma być wydana w styczniu 2010. Strona produkcji (port.)

W Manili na Filipinach przez krótki czas (25 września – 17 października 2009) grano anglojęzyczną wersję musicalu. strona teatru (ang.)

Prapremiera norweska miała miejsce w Oslo 29 stycznia 2010

Prapremiera australijska odbyła się 9 lutego 2010 Strona produkcji (ang.)

W Polsce prapremiera odbyła się 29 kwietnia 2011 w Teatrze Rozrywki w Chorzowie.